# L edició dels Premis Ariel
La L edició dels Premis Ariel, organitzada per l'Acadèmia Mexicana d'Arts i Ciències Cinematogràfiques (AMACC), es va celebrar el 25 de març de 2008 al Palau de Belles Arts de Ciutat de Mèxic per celebrar el millor del cinema durant l'any anterior. Durant la cerimònia, presentada per Andrés Bustamante, l’AMACC va lliurar el premi Ariel a 26 categories en honor de les pel·lícules estrenades el 2007.
Pedro Armendáriz Jr., president de l'AMACC va introduir l'acte. Les principals guanyadores foren Luz silenciosa (9 nominacions) i Kilómetro 31 (sis nominacions), amb cinc premis cadascuna; Los ladrones viejos va guanyar el premi al millor documental i l'argentina XXY a la millor pel·lícula iberoamericana.

## Premis i nominacions
Nota: Els guanyadors estan llistats primer i destacats en negreta. ⭐
| Millor pel·lícula - Luz silenciosa ⭐ - Cobrador, in god we trust - Los ladrones viejos | Millor direcció - Carlos Reygadas - Luz silenciosa ⭐ - Everardo González - Los ladrones viejos - Paul Leduc - Cobrador, in god we trust                                                                       |
| Millor actor - Jorge Zárate - Dos abrazos ⭐ - Enrique Arreola - Párpados azules - Alan Chávez - Partes usadas - Lázaro Ramos - Cobrador, in god we trust | Millor actriu - Irene Azuela - Quemar las naves ⭐ - Cecilia Suárez - Párpados azules - Miriam Toews - Luz silenciosa                                                                                          |
| Millor coactuació masculina - Mario Zaragoza - La zona ⭐ - Alan Chávez - La zona - Silverio Palacios - Morirse en domingo | Millor coactuació femenina - Maria Pankratz - Luz silenciosa ⭐ - Miriana Moro - Drama/Mex - Mayra Sérbulo - La zona                                                                                           |
| Millor argument original - Carlos Reygadas - Luz silenciosa ⭐ - Israel Cárdenas i Laura Amelia Guzmán - Cochochi - Aarón Fernández - Partes usadas | Millor guió adaptat - Paul Leduc - Cobrador, in god we trust ⭐ - Xavier Robles - Cementerio de papel - Laura Santullo - La zona                                                                               |
| Millor fotografia - Alexis Zabé - Luz silenciosa ⭐ - Ángel Goded, Diego Rodríguez i Josep Maria Civit - Cobrador, in god we trust - Guillermo Granillo - Morirse en domingo | Millor edició - Juan Manuel Figueroa - Los ladrones viejos ⭐ - Juan Carlos Macías, Mauricio Santos i Natalia Bruschtein - Cobrador, in god we trust - Natalia López - Luz silenciosa                          |
| Millor disseny artístic - José Luis Aguilar i Lorenza Manrique - Morirse en domingo ⭐ - Adriane Lemos, Bárbara Enríquez, Kika López, Margarita Jussid i Rafael Targat - Cobrador, in god we trust - Lizette Ponce Quintero - Quemar las naves                                                                           | Millor banda sonora - Alejandro Giacoman i Joselo Rangel - Quemar las naves ⭐ - Carles Cases i La Lupita - Kilómetro 31 - Gabriel Villar - La leyenda de la nahuala                                           |
| Millor so - Ernesto Gaytán Saules, Evelia Cruz, Mario Martínez Cobos i Miguel Ángel Molina - Kilómetro 31 ⭐ - David Baksht, Jaime Baksht, Lena Esquenazi, Martín Hernández, Toninho Muricy i Víctor Tendler - Cobrador, in god we trust - Jaime Baksht, Martín Hernández, Raúl Locatelli i Sergio Díaz - Luz silenciosa | Millor vestuari - Mariestela Fernández - Kilómetro 31 ⭐ - Gabriela Fernández - Párpados azules - Nohemí González - Luz silenciosa                                                                             |
| Millor maquillatge - Kilómetro 31 – Gabriela Benito, Iñaki Legaspi, Roberto Ortiz Ramos ⭐ - Morirse en domingo – David Ruiz Gameros, Regina Reyes - Un mundo maravilloso – Felipe de Jesús Salazar | Millors efectes visuals - Kilómetro 31 – Charlie Iturriaga, Manuel Roberto García, Raúl Prado ⭐ - Malos hábitos – Francisco Muñoz - Morirse en domingo – Charlie Iturriaga, Manuel Roberto García, Raúl Prado |
| Millors efectes especials - Kilómetro 31 – Alejandro Vázquez ⭐ - Cañitas – Alfonso Everardo Moreno Buzzo, Javier Angel Moreno Buzzo - Malos hábitos – Ricardo Arvozi | Millor opera prima - Párpados azules – Ernesto Contreras ⭐ - Cochochi – Laura Amelia Guzmán, Israel Cárdenas - Partes usadas – Aarón Fernández                                                                |
| Millor pel·lícula iberoamericana - XXY – Lucía Puenzo ⭐ - Satanás – Andi Baiz - Tropa d'elit – José Padilha | Millor llargmetratge documental - Los ladrones viejos – Everardo González ⭐ - Bajo Juárez, la ciudad devorando a sus hijas – Alejandra Sánchez - Mi vida dentro – Lucía Gajá                                  |
| Millor curtmetratge de ficció - Fin de trayecto – Acán Coen ⭐ - Destápalo – Eun – Hee Ihm Ahn - Señas particulares – Kenya Márquez | Millor curtmetratge d’animació - De la vista nace el amor – Miguel Anaya Borja ⭐ - Balance cósmico – Francisco Athié - Síndrome de línia blanca – Lourdes Villagómez                                          |
| Millor curtmetratge documental - De motu cordis – Mariana Ochoa ⭐ - La mutilación de San Pedro, según San Xavier – Olivia Portillo Rangel - Mago… El misterio de la vida – Ángel Estrada Soto | Millor llargmetratge d’animació - La leyenda de la nahuala – Ricardo Arnaiz Núñez ⭐ |
| Ariel d'or - Silvia Pinal ⭐ | Medalla Salvador Toscano - Joaquín Gutiérrez Heras ⭐ |